# 219 (număr)
219 (două sute nouăsprezece) este numărul natural care urmează după 218 și precede pe 220 într-un șir crescător de numere naturale.

## În matematică
219:
- Este un număr compus și deficient.[1]
- Este un număr semiprim, fiind produsul a două numere prime: 219 = 3 x 73.[2][3]
- Este un număr 74-gonal.
- Poate fi exprimat ca diferență a două pătrate perfecte în două moduri: {\displaystyle 219=38^{2}-35^{2}=110^{2}-109^{2}}.
- Este un număr palindromic în sistemul binar (11011011).
- Este un număr repdigit în baza 8 (333).
- Este un număr norocos.[4]
- Este un număr Ulam.[5]
- Este un număr fericit.[6][7]
- Este un număr congruent.[8]
- Valoarea funcției Mertens M(219) este 4, un număr extrem de mare pentru această funcție.[9]
- Este cel mai mic număr care poate fi exprimat ca suma a patru cuburi perfecte în 2 moduri diverse.[10]
- Face parte din următoarele triplete pitagorice: (144, 165, 219), (219, 292, 365), (219, 2660, 2669), (219, 7992, 7995), (219, 23980, 23981).

## În știință

### În astronomie
- Obiectul NGC 219 din New General Catalogue este o galaxie eliptică din constelația Balena.
- 219 Thusnelda este un asteroid din centura principală.
- 219P/LINEAR este o cometă periodică din sistemul nostru solar.

## În alte domenii
219 se poate referi la: